# Riu Murrumbidgee
El riu Murrumbidgee (en anglès: «Murrumbidgee River»; que en wiradjuri, la llengua dels aborígens locals, significa «gran riu») i conegut amb el malnom Bidgee, és un dels rius més importants d'Austràlia i un dels principals afluents del riu Murray (el major riu del país), que discorre per l'estat de Nova Gal·les del Sud. Té una longitud de 1.485 km i drena una àmplia conca de 80.000 km².

## Exploració
El riu Murrumbidgee era ja conegut pels europeus abans que aquests el descobrissin realment. En 1820, l'explorador Charles Throsby va informar al governador de Nova Gal·les del Sud que tenia la intenció de trobar «un riu d'aigua salada (excepte en temporada molt plujosa), anomenat Mur-rum-big-gee pels nadius». Trosby ho va aconseguir a l'abril del 1821.
En 1823, el comandant de brigada John Ovens i el capità Mark Currie van recórrer el curs alt del Murrumbidgee quan van explorar el llac George. En 1829, Charles Napier Sturt va descendir el riu, a vela i a rem, des de Narrandera fins al riu Murray i després fins al mar. Van tornar de la mateixa manera i pels mateixos mitjans. La conca del Murrumbidgee es va descobrir a la civilització en la dècada del 1830 i aviat es va convertir en una important zona agrícola.
Ernest Favenc, quan va escriure sobre l'exploració d'Austràlia, va comentar sobre el descobriment tardà del riu pels europeus i sobre el fet que el riu tingués un nom d'origen indígena:
«Aquí podem veure amb quina tenacitat el riu Murrumbidgee sempre ha escapat a la vista de l'home blanc. És poc probable que Meehan i Hume, que van arribar en l'època d'aigües altes, haguessin vist un nou riu sense esmentar el fet, però no hi ha registre de la data del seu descobriment, o del nom dels seus descobridors. Quan en 1823 el capità Currie i el major Ovens van ser conduïts al llarg de les seves riberes pel bell país de Maneroo per Joseph Wild, el riu ja era conegut pels colons i li dèien Morumbidgee. Fins i tot en 1821, quan Hume va trobar la Yass Plains, gairebé en les seves ribes, no va fer cap menció al riu. De tot això podem deduir que és molt probable que la ubicació del riu fos revelada als primers colons pels aborígens, que també el van identificar pel seu nom aborigen, i el nom es va anar introduint a poc a poc en la cultura popular. Aquesta teoria és la més probable pel fet que el riu manté el seu nom aborigen. Si un oficial blanc hagués descobert el riu, li hagués donat el nom d'una persona que tingués un lloc oficial.»

## Geografia

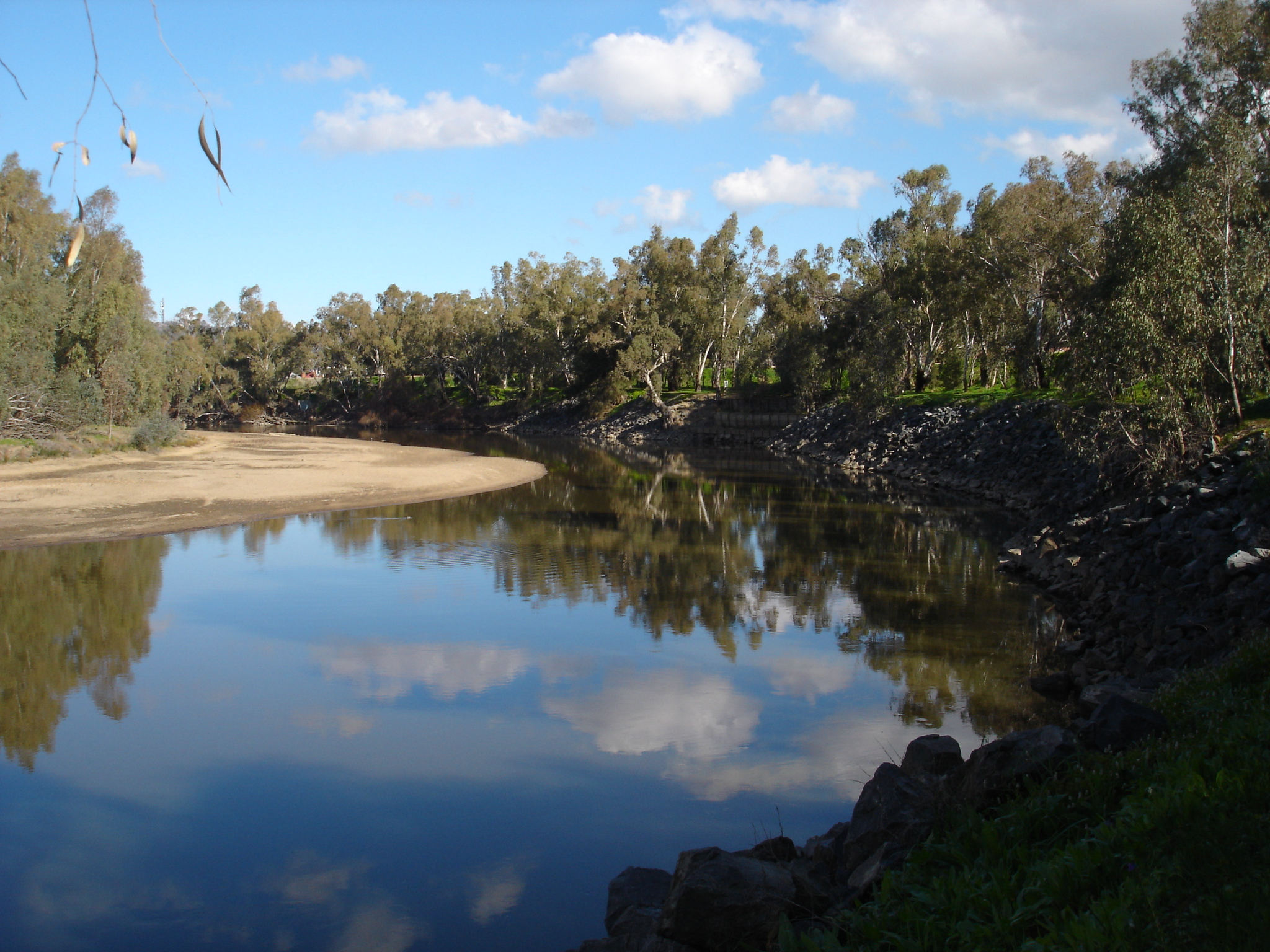
El Murrumbidgee a Wagga Wagga.

El riu té el seu origen en la Fiery Range (Serralada Fiery) situat al massís de Snowy Mountains (Muntanyes Nevades), travessa durant 66 km el territori de la capital australiana abans de desembocar, després d'un recorregut de gairebé 1.500 km, en el riu Murray. La seva conca correspon a la major part de Nova Gal·les del Sud i comprèn tot el territori de la capital australiana. La seva aigua és utilitzada per al reg de la zona agrícola de la Riverina.
El riu tenia antigament un cabal molt irregular, marcat per greus inundacions (en 1852, van morir 89 persones en Gundagai), però avui les 14 preses (la presa de Burrinjuck, sobretot), i els 8 sobreeixidors al llarg del seu curs, permeten regular el seu cabal, a més de proporcionar l'aigua necessària per a abastir a Canberra i per al reg, a través de 10.000 km de canals, dels camps que es troben riu avall.

## Hidrografia

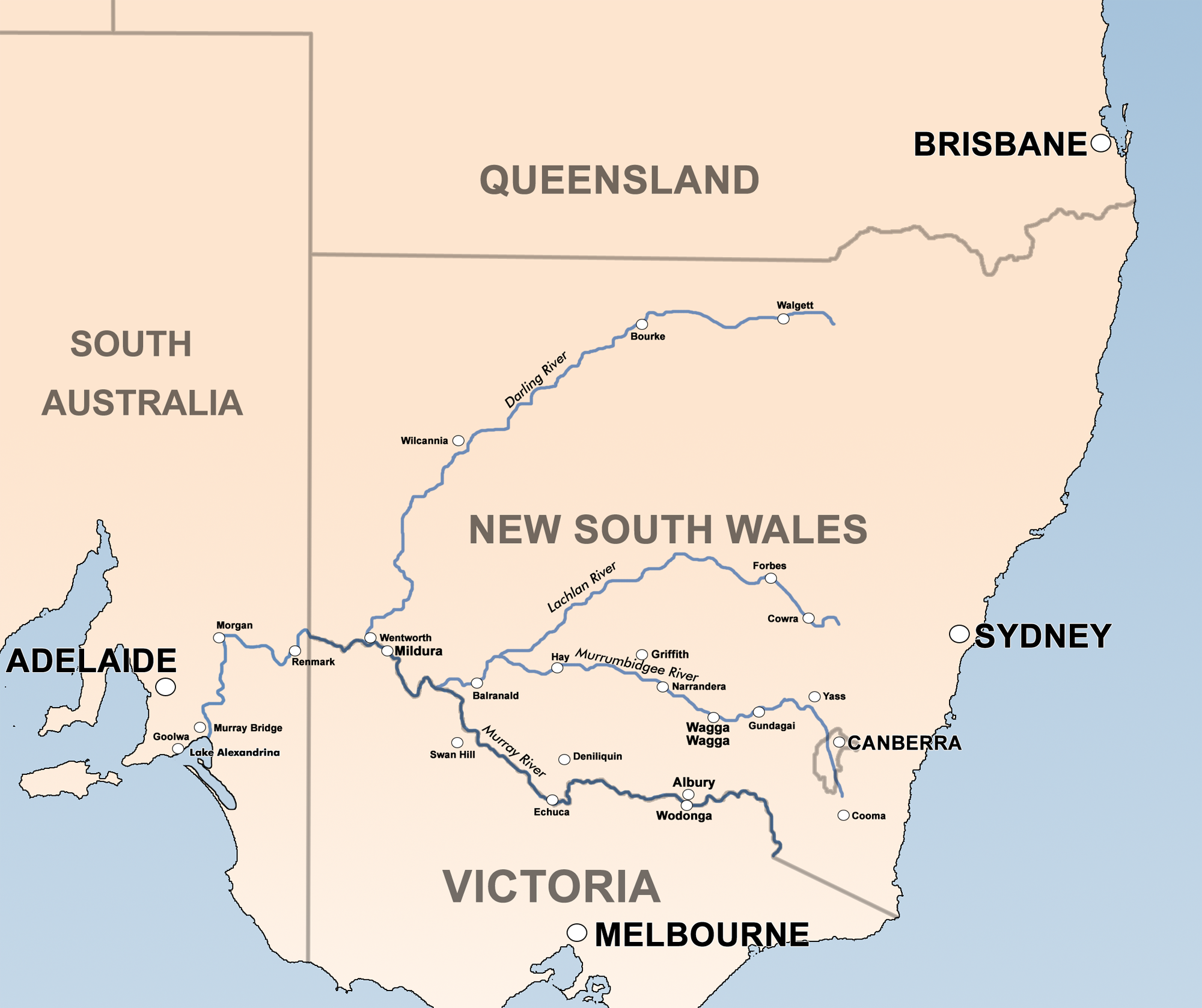
El riu Murray i els seus afluents

De manera estacional el riu té un gran cabal, però avui dia té un nivell constant. El nivell s'eleva quan es fan autoritzacions per tal de proporcionar als regants suficient cabal aigües avall.
Les amenaces a la seva ecologia quan creua el territori de la capital australiana estan generalment mal avaluades. De fet, el riu es veu afectat per l'eliminació dels efectes del desglaç a la primavera i la reducció de l'escorrentia anual mitjana en al voltant del 50%, a causa de la presa de Tantangara. Aquesta última es va concloure en 1960 prop del naixement del Murrumbidgee i desvia el 99% aproximadament del riu en aquest punt al llac Eucumbene. Això afecta greument a les poblacions de peixos i altres animals aquàtics del riu, a causa de la pèrdua del seu hàbitat. Es considera, amb raó, que el cabal del riu Murrumbidgee, que actualment passa pel territori de la capital australiana és, per volum, només la meitat del que era antigament.
El curs principal del riu té 900 km. El riu té el seu origen en el Fiery Range, a les Snowy Mountains i travessa durant 66 quilòmetres el territori de la capital australiana on se l'uneixen dos afluents: el Molonglo i el Cotter, abans de desembocar, després d'un viatge de 1 600 km, en el riu Murray. La seva conca comprèn la major part de Nova Gal·les del Sud i tot el territori de la capital australiana. La seva aigua és la principal font de reg de la zona agrícola de la Riverina.

## Afluents principals

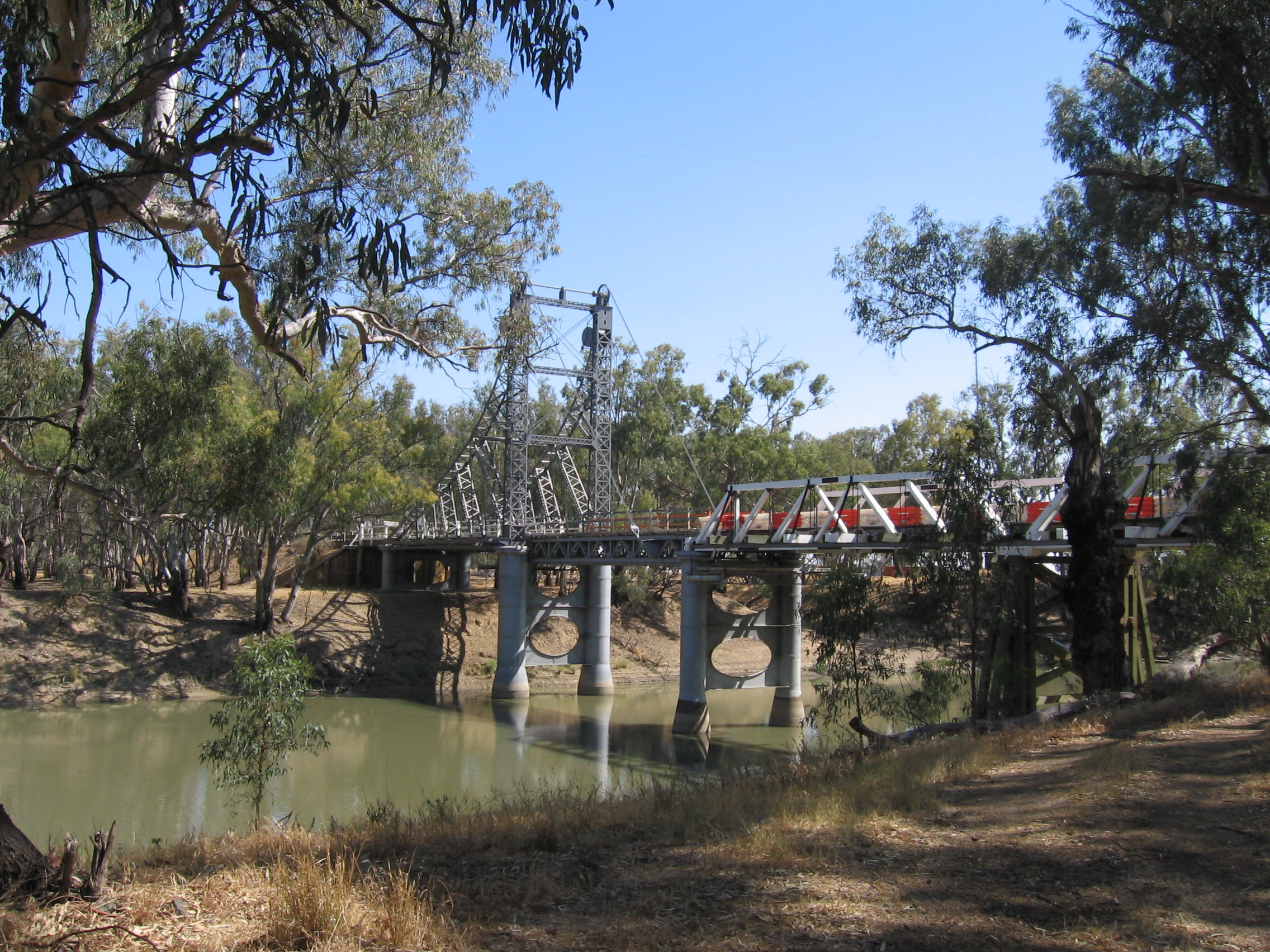
Un pont sobre el Murrumbidgee en Carrathool (Nova Gal·les del Sud).

Els principals afluents del Murrumbidgee són els següents rius:
- riu Gudgenby
  - riu Naas (el Naas s'uneix al Gudgenby abans que al Murrumbidgee).
- riu Molonglo, de 80 km de longitud.
  - riu Queanbeyan.
- riu Cotter, de 74 km.
- riu Tumut, de 175 km y una conca de 4.000 km².
- riu Yass.
- riu Lachlan, de 1.339 km.
  - riu Abercrombie, de 186 km.

## Aiguamolls
Entre els molts aiguamolls que hi ha al llarg del Murrumbidgee hi ha els següents: 
- Lowbidgee Floodplain, 2.000 km² entre Maude i Balranald
- Mid-Murrumbidgee Wetlands al llarg del riu des de Narrandera a Carathool
- Tukerbill Swamp
- Tomney Plain
- Micalong Swamp
- Lake George (Nova Gal·les del Sud)
- Yaouk Swamp
- Black Swamp & Coopers Swamp
- Big Badja Swamp

## Ciutats en el curs

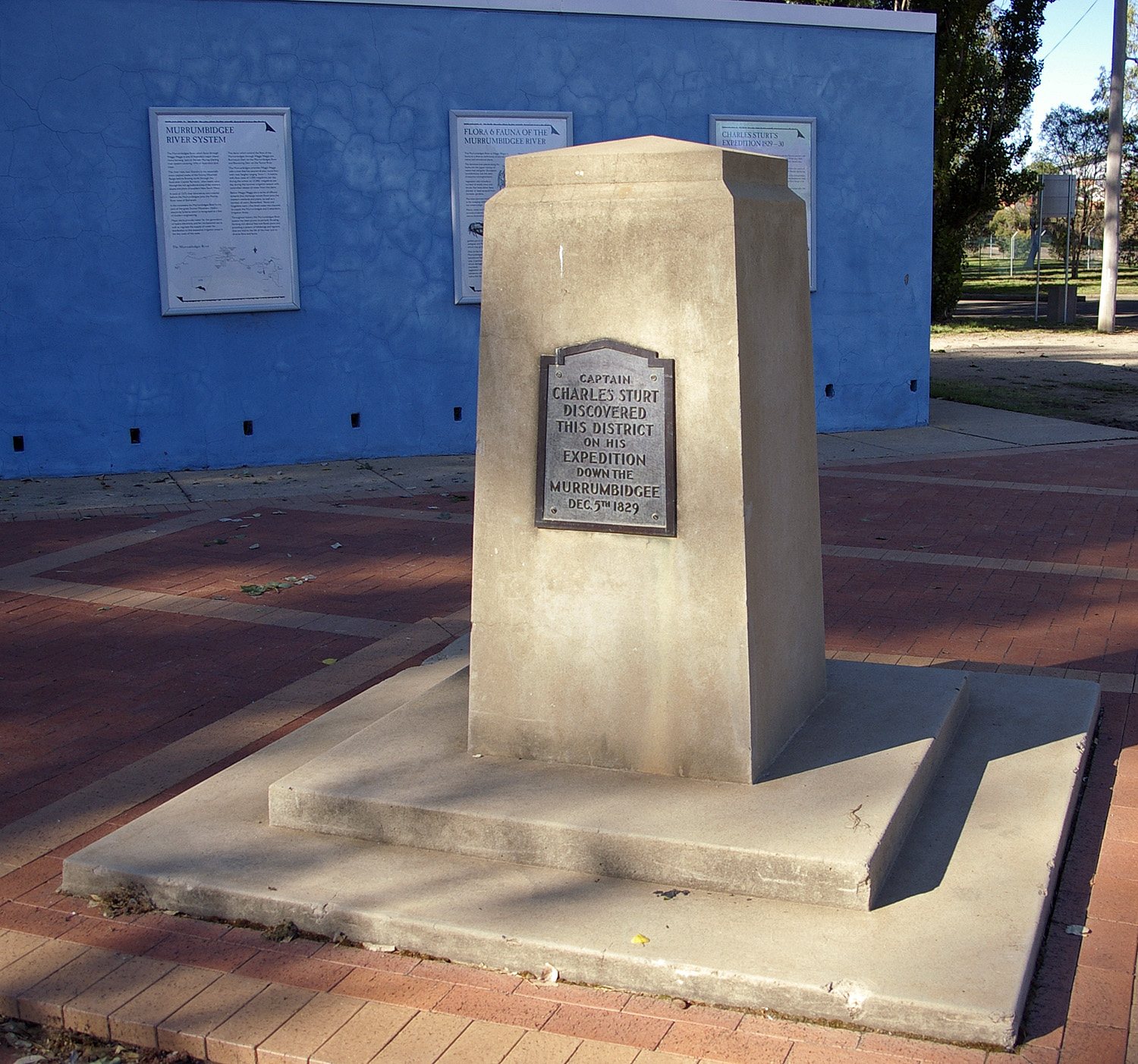
El Monument a Charles Sturt en la platja de Wagga Wagga.

- Tharwa.
- Yass.
- Gundagai.
- Wagga Wagga.
- Narrandera.
- Yanco.
- Leeton.
- Darlington Point.
- Hay.
- Balranald.

## Ponts
La llista té en compte els ponts que van existir i els ponts actuals en tot el Murrumbidgee.
- Angle Crossing (un gual).
- Pont de Tharwa (1895).
- Point Hut Crossing.
- A prop de la confluència amb el Cotter River en Casuarina Sands.
- Uriarra Crossing.
- Wee Jasper: Pont de Taemas (1930).
- Jugiong.
- Gobarralong: Pont de Gobarralong.
- Gundagai:
  - Pont del Príncep Alfred (1867).
  - Pont ferroviari (1902).
  - Pont Sheahan (1977).
- Wagga Wagga:
  - Pont Eunony (1975).
  - Hampden Bridge (1895 - 1995).
  - Pont Gobbagombalin (1997).
  - Pont ferroviari del Murrumbidgee (1881 - 2006) (Substituït per un pont de formigó).
  - Pont Wiradjuri que es va obrir en 1995
- Narrandera:
  - Pont ferroviari
- Yanco: Pont Euroley 2003 (el pont de 1929 ha estat substituït per un pont de formigó en 2003)
- Carrathool: un pont llevadís.

## Inundacions

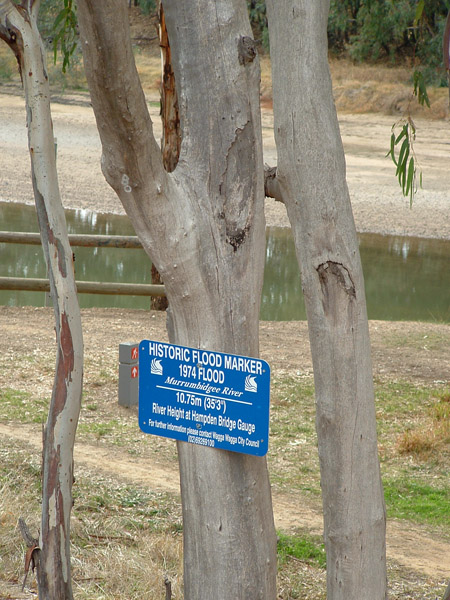
Marcador en Murrumbidgee que mostra el nivell de l'aigua durant la inundació de 1974.

La inundació més important es va produir el 1852 quan la ciutat de Gundagai va ser escombrada per les aigües i 89 persones (un terç de la població de la ciutat) van resultar mortes. La ciutat va ser reconstruïda en un terreny més alt.
En 1925, 4 persones van morir en una inundació que va durar 8 dies.
El riu va augmentar en 7 metres en Gundagai vuit vegades entre el 1852 i 2002, fent una mitjana de poc menys d'una vegada cada 11 anys. Des de 1925, les inundacions van ser menors, excepte en 1974. Durant el desastre de 1852, el riu va pujar un poc més de 12 metres. Els anys següents el riu va augmentar una mica més de 12,5 metres. La construcció de la presa de Burrinjuck en 1907 ha reduït significativament les inundacions, però tot i això va haver grans inundacions en 1925 i 1974.
La disminució en el nombre d'inundacions té conseqüències per a la vida silvestre, les aus i els arbres. Hi va haver una disminució de la població d'aus i el Syzygium crebrinerve, que formava boscos en la plana d'inundació, va començar a perdre el seu lloc.

## Cites i referències
1. ↑  Dades obtingudes en l'entrada «Longest Rivers», en «Geoscience Australia», dependent de l'Australian Governement, amb dades de septembre de 2008 obtinguts sobre la National Topographic Database, una base digitalitzada de tota Australia a escala 1:250.000. Disponible en: http://www.ga.gov.au/scientific-topics/geographic-information/landforms/longest-rivers
2. ↑  Reed, A. W.,Place-names of New South Wales: Their Origins and Meanings, (Reed: 1969).
3. ↑  Charles Sturt: Dos expedicions en l'interior del sud de Australia. Projecte Gutenberg EBook. (en anglès).
4. ↑  «Here we may remark on the tenacity with which the Murrumbidgee River long eluded the eye of the white man. It is scarcely probable that Meehan and Hume, who on this occasion were within comparatively easy reach of the head waters, could have seen a new inland river at that time without mentioning the fact, but there is no record traceable anywhere as to the date of its discovery, or the name of its finder. When in 1823 Captain Currie and Major Ovens were led along its bank on to the beautiful Maneroo country by Joseph Wild, the stream was then familiar to the early settlers and called the Morumbidgee. Even in 1821, when Hume found the Yass Plains, almost on its bank, he makes no special mention of the river. From all this we may deduce the extremely probable fact that the position of the river was shown to some stockrider by a native, who also confided the aboriginal name, and so it gradually worked the knowledge of its identity into general belief. This theory is the more feasible as the river has retained its native name. If a white man of any known position had made the discovery, it would at once have received the name of some person holding official sway». Ernest Favenc: L'explorador d'Austràlia i la seva vida , 1908. Disponible en: Projecte Gutenberg EBook
5. ↑  Lintermans, M. (2000) L'estat de la fauna piscícola en el Territori Capital d'Austràlia: una revisió dels coneixements actuals i dels Requisits i la Gestió. Informe Tècnic N º 15. Llei del Medi Ambient, Camberra.
6. ↑  Butcher, Cliff: Gundagai: A track winding back. ISBN 0-9586200-0-8, Capítol 9 Inundacions.
7. ↑  Transcripció de la televisió ABC: Un informe adverteix dels danys al riu Murrumbidgee(Informe 2001).